# プロトノフォア
プロトノフォア(Protonophore)は、イオノフォアの一種で、プロトンを脂質二重層を通過して移動させることを可能にする。プロトンは正電荷を持ち親水性であるため、イオンチャネルや膜輸送体なしでは膜を通過することができない。プロトノフォアは一般的に、疎水基を持ち、π結合を通じて負電荷を多数の原子に分散させることができる芳香族化合物である。中性の種も電荷を持った種も受動的拡散で脂質二重層中に分散することができ、同時にプロトンの輸送を助ける。
この性質から、プロトノフォアは生物に対し、エネルギー産生を妨害する脱共役剤として働くものが多い。
代表的なプロトノフォアには、以下のようなものがある。
- 2,4-ジニトロフェノール
- カルボニルシアニド-p-トリフルオロメトキシフェニルヒドラゾン(FCCP)
- カルボニルシアニド-m-クロロフェニルヒドラゾン(CCCP)

## 作用機構
プロトノフォアによるプロトンの生体膜通過は、以下のような機構により行われる。
1. アニオン型のプロトノフォア(P-)が生体膜の正電荷側に吸着する。
2. 水溶液中のプロトン(H+)がアニオン(P-)と結合し、中性型(PH)となる。
3. PHは生体膜中に分散し、膜の反対側でH+とP-に解離する。
4. このH+は、生体膜から水溶液中に放出される。
5. P-は、電気泳動により生体膜の最初の側に戻る（静電的に膜の正電荷の側に引き寄せられる）。